# Carina Schrempf

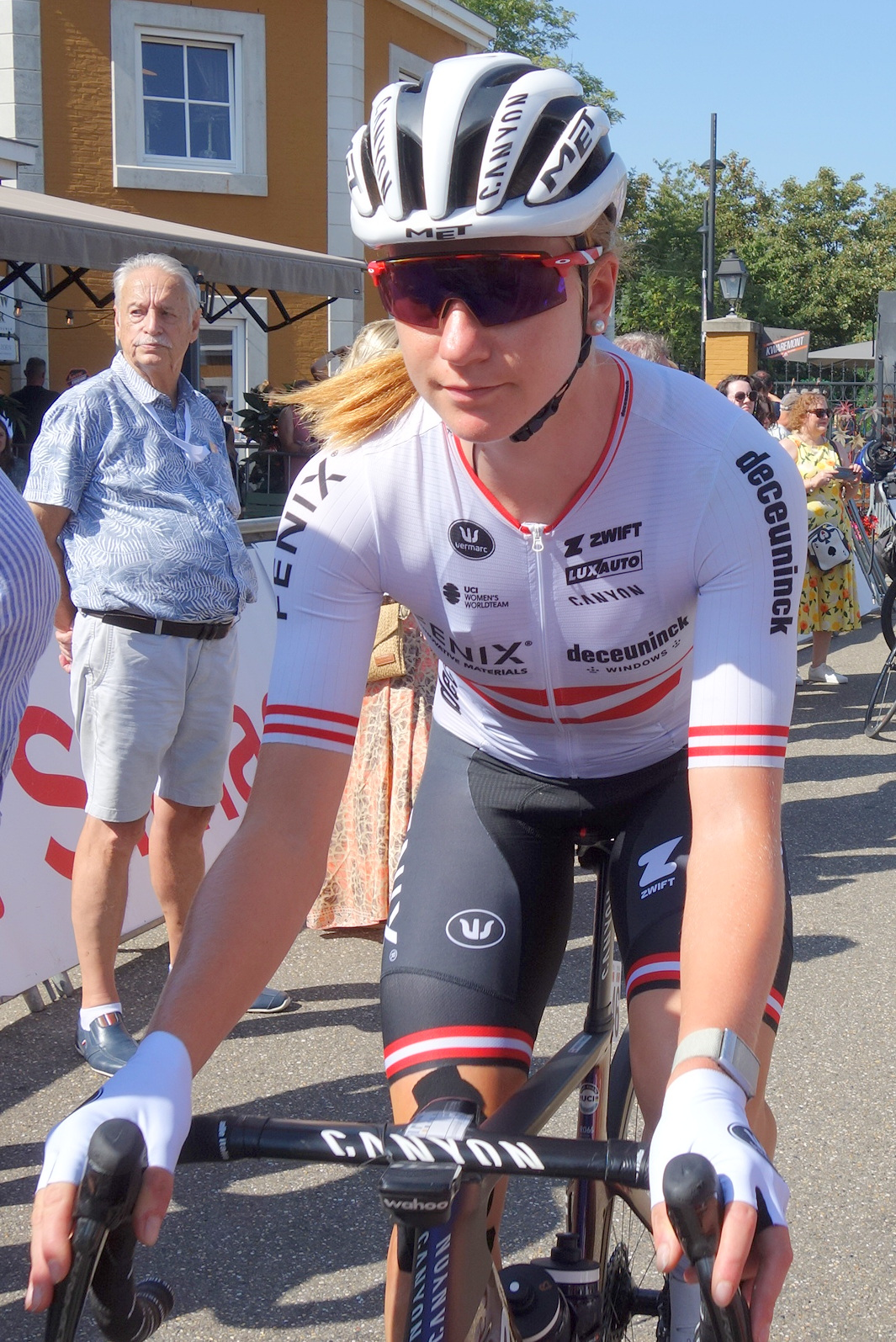
Schrempf, als nationaal kampioene, in 2023

Carina Schrempf (Sankt Martin am Grimming, 16 oktober 1994) is een Oostenrijks wielrenster en voormalig middellangeafstandsloper.

## Carrière
Als atlete was Schrempf gespecialiseerd in de 400 en 800 meter en nam ze deel aan de Europese Spelen van 2015. In 2016 werd ze nationaal kampioen op de 400 meter en in 2017, 2019 en 2022 won ze de nationale titel op de 800 meter. Indoor won ze vijf nationale titels in individuele onderdelen, naast een nationale titel in de 4×200 meter estafette in 2017. Na een achillespeesblessure in 2022 richtte ze zich op het wielrennen. Datzelfde jaar werd ze al geselecteerd voor het wereldkampioenschap, waar ze deelnam aan de gemengde ploegenestafette en op plek 33 in de wegwedstrijd eindigde. In 2023 werd ze prof bij Fenix-Deceuninck. In haar eerste seizoen bij de ploeg nam ze deel aan onder meer de Strade Bianche en de Ronde van Vlaanderen en werd ze nationaal kampioen. In 2024 maakte ze haar debuut in de Ronde van Frankrijk, waar ze op plek 88 in het algemeen klassement eindigde.

## Atletiek

### Persoonlijke records
Outdoor
| Onderdeel | Prestatie | Datum           | Plaats       |
| --------- | --------- | --------------- | ------------ |
| 400 m     | 54,01     | 2 mei 2015      | Lexington    |
| 800 m     | 2.04,76   | 29 mei 2015     | Jacksonville |
| 1000 m    | 2.47,68   | 3 augustus 2019 | Andorf       |

Indoor
| Onderdeel | Prestatie | Datum            | Plaats |
| --------- | --------- | ---------------- | ------ |
| 400 m     | 55,36     | 19 februari 2017 | Wenen  |
| 800 m     | 2.07,88   | 28 januari 2017  | Wenen  |
| 1500 m    | 4.28,88   | 29 januari 2022  | Linz   |

## Wielrennen

### Overwinningen
2022
Bergklassement Gracia-Orlová
2023
 Oostenrijks kampioene op de weg, Elite

### Resultaten in voornaamste wedstrijden
| Jaar | Ronde van Italië | Ronde van Frankrijk | Ronde van Spanje |
| ---- | ---------------- | ------------------- | ---------------- |
| 2022 |                  |                     |                  |
| 2023 | 69e              |                     |                  |
| 2024 |                  | 88e                 | 75e              |
| 2025 | 101e             |                     | opgave           |

| Jaar | Gent-Wevelgem | Ronde van Vlaanderen | Parijs-Roubaix | Luik-Bast.‑Luik |  | WK op de weg |
| ---- | ------------- | -------------------- | -------------- | --------------- |  | ------------ |
| 2022 |               |                      |                |                 |  | 33e          |
| 2023 |               | opgave               |                |                 |  | 48e          |
| 2024 |               |                      |                | 55e             |  | 28e          |
| 2025 | 67e           | 66e                  | 48e            |                 |  |              |

### Ploegen
- 2023 –  Fenix-Deceuninck
- 2024 –  Fenix-Deceuninck
- 2025 –  Fenix-Deceuninck

Alvarado · Cant · Couzens · de Baat · De Wilde · Kastelijn · Kuijpers · Martins · Marturano · Pieterse · Schrempf · Schweinberger · Stiasny · Truyen · Van de Velde · van der Heijden · van Zuthem · Worst · Wright
Alvarado · Cant · Couzens · De Wilde · Kastelijn · Kuijpers · Marturano · Perkins · Pieterse · Rooijakkers · Schrempf · Schweinberger · Stiasny · Truyen · van Alphen · van der Heijden · van Zuthem · Worst · Wright
Alvarado · Casasola · Couzens · De Wilde · Kastelijn · Kuijpers · Perkins · Pieterse · Rooijakkers · Schrempf · Schweinberger · Truyen · van Alphen · van der Heijden · van Zuthem · Worst
- World Athletics: 14422727